# Олексіївщинська сільська рада
Олексі́ївщинська сільська́ ра́да — адміністративно-територіальна одиниця та орган місцевого самоврядування в Козелецькому районі Чернігівської області. Адміністративний центр — село Олексіївщина.

## Загальні відомості
- Населення ради: 1 229 осіб (станом на 2001 рік)

## Населені пункти
Сільській раді підпорядковані населені пункти:
- с. Олексіївщина
- с. Гарбузин
- с. Єрків
- с. Жеребецьке
- с. Закревське
- с. Тополі

## Склад ради
Рада складається з 16 депутатів та голови.
- Голова ради: Стельмах Олександр Миколайович
- Секретар ради: Курочка Ганна Михайлівна

### Керівний склад попередніх скликань
| Прізвище, ім'я, по батькові    | Основні відомості                                                                       | Дата обрання | Дата звільнення |
| ------------------------------ | --------------------------------------------------------------------------------------- | ------------ | --------------- |
| Стельмах Олександр Миколайович | Сільський голова, 1969 року народження, освіта середня спеціальна                       | 26.03.2006   | 31.10.2010      |
| Стельмах Олександр Миколайович | Сільський голова, 1969 року народження, освіта середня спеціальна, член Партії регіонів | 31.10.2010   |                 |

Примітка: таблиця складена за даними сайту Верховної Ради України

### Депутати
За результатами місцевих виборів 2010 року депутатами ради стали:

#### За суб'єктами висування
| Суб'єкт висування                                       | Кількість обраних депутатів | %    |
| ------------------------------------------------------- | --------------------------- | ---- |
| Партія регіонів                                         | 10                          | 62,5 |
| Політична партія Всеукраїнське об'єднання «Батьківщина» | 6                           | 37,5 |

#### За округами
| № округу                                                | Прізвище, ім'я, по батькові    | Дата визнання обраним | Освіта             | Партійна приналежність                        | Відомості про обраного депутата                |
| ------------------------------------------------------- | ------------------------------ | --------------------- | ------------------ | --------------------------------------------- | ---------------------------------------------- |
| Партія регіонів                                         |                                |                       |                    |                                               |                                                |
| 1                                                       | Бардаченко Микола Олексійович  | 01.11.2010            | середня спеціальна | позапартійний                                 | Олексіївщинська сільської ради, землевпорядник |
| 2                                                       | Щур Олександр Миколайович      | 01.11.2010            | вища               | позапартійний                                 | Козелецька ветлікарня, ветлікар                |
| 3                                                       | Нестеренко Зінаїда Миколаївна  | 01.11.2010            | середня спеціальна | позапартійна                                  | «Форнетті», робітниці                          |
| 4                                                       | Заєць Володимир Петрович       | 01.11.2010            | середня спеціальна | член Партії регіонів                          | м. Київ ТОВ «САМ», охоронець                   |
| 7                                                       | Семистрок Микола Никифорович   | 01.11.2010            | середня            | позапартійний                                 | пенсіонер                                      |
| 8                                                       | Чередниченко Любов Петрівна    | 01.11.2010            | середня            | позапартійна                                  | Козелецька ЦРЛ, молодша сестра                 |
| 9                                                       | Курочка Ганна Михайлівна       | 01.11.2010            | середня спеціальна | позапартійна                                  | Олексіївщинська сільська рада, секретар        |
| 12                                                      | Циба Валерій Васильвич         | 01.11.2010            | вища               | позапартійний                                 | ТОВ «Десна-транс.», експерт-інженер            |
| 14                                                      | Зазимко Петро Васильович       | 01.11.2010            | середня            | позапартійний                                 | тимчасово не працює                            |
| 15                                                      | Кульбако Володимир Васильович  | 01.11.2010            | середня            | позапартійний                                 | тимчасово не працює                            |
| Політична партія Всеукраїнське об'єднання «Батьківщина» |                                |                       |                    |                                               |                                                |
| 5                                                       | Дахно Віктор Валерійович       | 01.11.2010            | середня            | член Всеукраїнського об'єднання «Батьківщина» | тимчасово не працює                            |
| 6                                                       | Кириєнко Марія Іванівна        | 01.11.2010            | середня            | член Всеукраїнського об'єднання «Батьківщина» | пенсіонер                                      |
| 10                                                      | Першута Світлана Миколаївна    | 01.11.2010            | середня            | член Всеукраїнського об'єднання «Батьківщина» | тимчасово не працює                            |
| 11                                                      | Бакуменко Валентина Григорівна | 01.11.2010            | середня            | член Всеукраїнського об'єднання «Батьківщина» | тимчасово не працює                            |
| 13                                                      | Баран Віктор Олексійович       | 01.11.2010            | середня            | член Всеукраїнського об'єднання «Батьківщина» | тимчасово не працює                            |
| 16                                                      | Сирай Ольга Іванівна           | 01.11.2010            | середня спеціальна | член Всеукраїнського об'єднання «Батьківщина» | пенсіонер                                      |